# Angadenia
- Commons
- Wikispecies

Angadenia Miers  é um género botânico pertencente à família Apocynaceae.

## Espécies
- Angadenia almadensis Miers
- Angadenia amazonica (Stadelm.) Miers
- Angadenia berteroi Miers
- Angadenia cognata (Stadelm.) Miers
- Angadenia coriacea Miers
- Angadenia cubensis Miers
- Angadenia cururu (Mart.) Miers
- Lista completa